# 东城根街
东城根街位于成都市青羊区，是成都最为有名的街道之一，全长1.5公里，分为南街、上街、中街、下街，有两条隧道，成都地铁2号线和成都地铁4号线下穿此路。

## 得名
东城根街所指的东城，就是清代满城的东城墙。因为清代旗人把满城东城墙脚下的沿墙道路叫东城根，所以民国初年拆除满城之后在这里所形成的街道也就叫做东城根街。

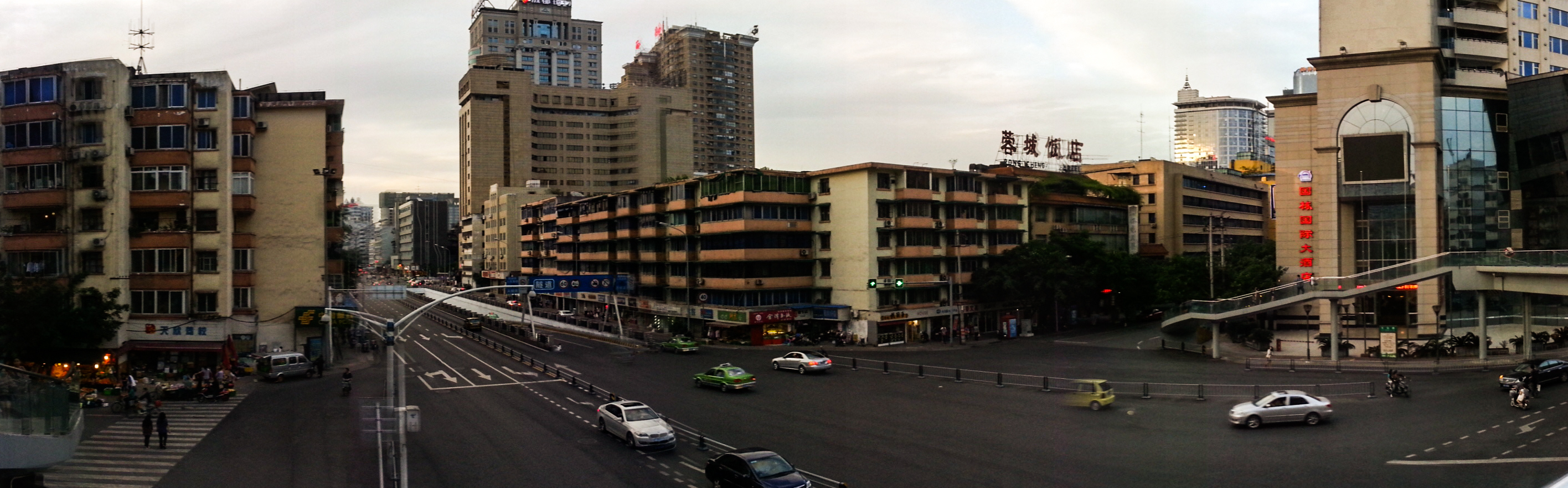
在天桥上看东城根街与陕西街口

## 公共交通

### 公共汽车
东城根街上有7个公交站点：
- 东城根南街站： 57；109路
- 东城根上街站（北上方向）：30路
- 商业街口站：5；30；57；109路
- 羊市街站：4；5；57；109路

### 地铁
东城根街并未设置地铁车站，临近车站有天府广场站，骡马市站等。

## 交会道路
自南向北，自西向东依次为
- 陕西街
- 祠堂街
- 西御街
- 蜀都大道
- 将军街
- 东胜街
- 金家坝街
- 斌升街
- 桂花巷
- 仁厚街
- 字库街
- 多子巷
- 长发街
- 商业街
- 商业后街
- 东门街
- 羊市街
- 东马棚街
- 老东城根街
- 红墙巷
- 过街楼街
- 横东城根街
- 横过街楼街